# Thomas Herrion
Thomas Herrion (né le 14 décembre 1981 à Fort Worth, Texas - mort le 20 août 2005 Denver, Colorado) est un joueur américain de football américain.
Après son passage à l'Université de l'Utah, Thomas Herrion rejoint la NFL Europe en 2005 pour jouer avec Hambourg Sea Devils. Il revient aux États-Unis à l'été 2005 et participe aux camps d'été des San Francisco 49ers. Avec cette formation, il participe à un match amical de préparation face aux Denver Broncos le 20 août 2005. Après la fin du match, peu après que l'entraîneur Mike Nolan s'est adressé à ses joueurs dans les minutes qui ont suivi la rencontre, Thomas s'est effondré dans le vestiaire, victime d'un infarctus. Il est transporté à l'hôpital où il meurt,.